# Anthony Amado
Anthony Stanley Amado (ur. 28 lutego 1963 w Topeka) – amerykański zapaśnik w stylu klasycznym. Odpadł w eliminacjach turnieju olimpijskiego w Seulu 1988 roku w wadze do 57 kg. Brązowy medalista Igrzysk i Mistrzostw Panamerykańskich w 1987 roku. Trzecie miejsce w Pucharze Świata w 1986; czwarty w 1988 i piąty w 1993 roku.